# Pseudostixis basilewskyi
Pseudostixis basilewskyi är en skalbaggsart som beskrevs av Stefan von Breuning 1960. Pseudostixis basilewskyi ingår i släktet Pseudostixis och familjen långhorningar. Inga underarter finns listade i Catalogue of Life.